# 結晶理論
结晶理論是一个概念，由法国作家司湯達于1822年提出，它描述了这种过程或心理变态，其中新恋的无魅力特征转化为闪烁的美感性钻石。根据司汤达的话：「我所说的“结晶”是从所有呈现自身的事物中发现的心智运作，即所爱的物体具有一些新的完美。」

## 术语的由来
1818年夏天，司汤达与他的朋友和同事蓋拉爾迪夫人在萨尔茨堡附近的哈萊因盐矿旅行。在这里，他们发现了盐结晶的现象，并将其用作人类关系的隐喻。
“在盐矿中，临近冬季结束，矿工将把一棵无叶的树枝扔到一个废弃的矿场中。两三个月后，矿工们发现，浸入盐的水浸透了树枝，然后在树枝退去时变干，矿工们发现树枝上覆盖了一层闪亮的晶体。最细的树枝不超过山雀的爪子，上面布满了无穷无尽的小晶体，这些晶体闪烁得令人眼花繚乱。原来的小树枝已不再可识别；它已经成为非常有趣的儿童玩物。当阳光明媚，空气干燥时，哈雷因的矿工便抓住了向准备下山的旅行者提供镶满钻石的树枝的机会。” 

## 術語背後的故事
在一次進入500英尺深的萨尔茨堡矿山的特殊旅程中，司汤达和蓋拉爾迪夫人認識了一位精明的巴伐利亚军官，随后更加入了他们的公司。很快，警官开始受到盖拉迪夫人的吸引。根据斯坦德哈尔的说法，这名军官在视觉上爱上了她。在军官的讲话中，疯狂的程度在每时每刻都在增加，最令司汤达印象最深的是，就是军官如何看待这位女性的完美之处，这些完美之处在司汤达的眼中几乎是看不见的。例如，他开始赞美蓋拉爾迪夫人的手，但事實是她的手在她童年时就被天花刻上了痕迹，并且仍然有一些疹子的疤痕而且褐色的。
斯坦德尔推理道：“我该如何解释自己所见？”他想知道： “我在哪里可以找到比较方式来说明我的想法？” 就在那一刻，赫拉迪夫人正在玩弄矿工送给她漂亮的树枝，上面布满了由盐所形成的晶体。在 阳光明媚的時候（八月三日），小盐棱镜闪闪发光，就像在明亮的宴会厅中最好的钻石一样。斯坦达尔从这次观察中提出了他的“结晶”概念，并开始向盖拉迪夫人解释，由此她開始很好奇為甚麼没有意识到这位军官对她的痴情。 
他对她说：“贵族的风度以及他从未見過你给这个年轻人所带来的影响，恰恰与对您握在手中的那支小鹅耳枥属支葉的結晶很相似。到了冬季，剥去树叶的叶子鋪上了鑽石肯定是令人眼花繚乱的，但在某一些時候仍然可以看到树枝的真面目。” 也就是说，“从这个年轻军官的想象中可以看出 ， 这个情況是對蓋拉爾迪的忠实代表。” 
因此，根据斯坦德哈尔所说，当人们开始对一个人产生兴趣的那一刻，人们不再看待他或她的真实面貌，而是把一個人想像成他認為的一个人去看他们。 根据这个比喻，人们看到了新生的兴趣所产生的美不胜收的幻想。这种幻觉类似于漂亮的钻石，實質上裡面隐藏了无叶的角树分支，只有坠入爱河的人的眼睛才能感知到。 

## 结晶过程
斯坦达尔将新恋爱中的“爱的诞生”描述或比较为与罗马之旅相似或相似的过程。 以此类推， 博洛尼亚市代表冷漠 ，罗马代表完美的爱情： 
“当我们在博洛尼亚时，我们完全无动于衷；我们不會以任何方式去关心或者欣赏我们也许有一天会与之疯狂的人；但實情是我们的想象力更倾向于高估他们的价值。” 总之，在博洛尼亚，“结晶”尚未开始。当旅程开始时，爱就离开了。一个人离开博洛尼亚，爬上亚平宁山脉 ，然后去罗马。 根据斯坦德哈尔的说法，这次离职与一个人的意愿无关。这是一个本能的时刻。 这一变革性过程从整个过程的四个步骤开始： 
1. 钦佩 –人们赞叹所爱的人的品质。
2. 承認 –承认获得對方的認可是一件令人愉快的事。
3. 希望 –一个人获得了所爱的人的爱。
4. 喜悦 –人们高估對方的美丽和优点。

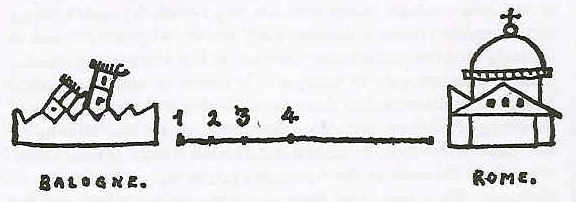
斯坦达尔描述坠入爱河过程中的“结晶”

 如上所示，在旅程或结晶过程中，司汤达在一张纸牌的背面详细说明了盖拉迪夫人在萨尔茨堡盐矿之旅中的讲话。 

## 应用领域
心理学家多萝西·滕诺夫（Dorothy Tennov）将这一过程描述为一种转变过程。在这种转变过程中，通过心理事件和神经系统重构来结晶所爱的人的特征，从而夸大了對方的特征，從而很少或根本没有注意對方根本无這種特征。  她用此基础上为她“純愛对象”的描述，相关的概念如迷戀。